# Llei de Dalton

Llei de Dalton

La llei de Dalton o de les pressions parcials, és deguda a John Dalton, i estableix que la pressió total que exerceix una barreja de gasos és igual a la suma de les pressions parcials que exerceix individualment cadascun dels gasos que componen la barreja.
En una barreja de gasos ideals, es defineix la pressió parcial d'un component i, pi, com aquella que exerciria si ocupés ell tot sol el volum de la barreja a la mateixa temperatura, és a dir:
{\displaystyle p_{i}={\frac {n_{i}\cdot R\cdot T}{V}}}
Aquesta definició té la seva utilitat perquè quan se sumen les pressions parcials de tots els gasos que constitueixen la mescla, s'obté la pressió total que aquesta exerceix:
{\displaystyle \sum p_{i}={\frac {\sum n_{i}\cdot R\cdot T}{V}}=P}
Aquesta relació, segons la qual la pressió de la mescla és la suma de les pressions parcials, és l'expressió matemàtica de la Llei de Dalton.